# Stadion Stanovi
Stadion Stanovi – stadion piłkarski w Zadarze, w Chorwacji. Został otwarty w 1979 roku. Obiekt może pomieścić 5860 widzów. Swoje spotkania rozgrywa na nim drużyna NK Zadar.